# Silnice II/128
Silnice II/128 je silnice II. třídy, která spojuje Kraj Vysočinu a Jihočeský Kraj s Rakouskem. Je to spojnice měst Pacov – Černovice – Deštná – Jindřichův Hradec a Nová Bystřice. Její celková délka je 76,735 km. Úsek: Čáslavsko – Černovice je zařazen do páteřní sítě Kraje Vysočiny.

## Vedení silnice
| Kraj      | km     |
| --------- | ------ |
| Vysočina  | 39,824 |
| Jihočeský | 36,911 |

### Okres Pelhřimov – Kraj Vysočina
- celková délka 39,824 km - mostů: 9 - železničních přejezdů: 2

Silnice začíná v Čáslavsku na křižovatce se silnicí II/150. Prochází Lukavcem, Salačovou Lhotou a Pacovem. Pod Salačovou Lhotou přechází přes řeku Trnavu. Mezi Pacovem a Eší silnice kříží železniční trať Tábor - Horní Cerekev. Za Eší pak zaúsťuje do silnice I/19, která spojuje Pelhřimov s Táborem.

Poté vyúsťuje z I/19 u Dvořiště a pokračuje dále přes Věžnou do Černovic, kde kříží úzkokolejnou trať Obrataň - Jindřichův Hradec. Po průjezdu Černovicemi následují obce Dobešov, Vlkosovice a Mnich. Silnice opouští pelhřimovsko na hranicích Jihočeského Kraje.

V roce 2006 byl úsek Čáslavsko - Černovice zařazen do páteřní sítě Kraje Vysočina.

| Místo          | km     | Cíl                                   | Poznámka                                     |
| -------------- | ------ | ------------------------------------- | -------------------------------------------- |
| Čáslavsko      | 0,000  | Načeradec/Čechtice                    | vyústění                                     |
| Lukavec        | 3,571  | III/1272 Bezděkov III/1281 Vyklantice |                                              |
| Lukavec        | 4,246  | III/1287 Týmova Ves                   |                                              |
| Salačova Lhota | 8,801  | III/1288 Mezilesí                     |                                              |
| Salačova Lhota | 8,849  | III/12419 Velká Černá                 |                                              |
|                | 11,006 | III/12812 Bratřice                    |                                              |
|                | 12,954 | Jetřichovec                           |                                              |
| Pacov          | 15,526 | III/12813 Hrádek                      |                                              |
| Pacov          | 15,855 | Hořepník                              |                                              |
| Pacov          | 16,393 | III/1293 Bedřichov III/1296 Pošná     |                                              |
| Pacov          | 17,009 | Cetoraz                               |                                              |
|                | 22,091 | (u Eše)                               | zaústění                                     |
|                | 22,091 | (u Dvořiště)                          | vyústění                                     |
| Věžná          | 23,624 | III/12815 Brná                        |                                              |
|                | 24,909 | III/12816 Vintířov                    |                                              |
|                | 26,199 | III/12817 Moudrov                     |                                              |
|                | 28,491 | III/12818 Lidmaň                      |                                              |
| Černovice      | 29,336 | Mlýny Křeč                            |                                              |
|                | 30,207 | Rytov                                 |                                              |
|                | 35,918 | III/12821 Chválkov                    |                                              |
| Mnich          | 38,308 | III/12823 Bořetín                     |                                              |
| Mnich          | 38,637 | Mirotín                               |                                              |
| Mnich          | 38,899 | Březina                               |                                              |
| Mnich          | 39,056 | III/12824 Betlém                      |                                              |
|                | 39,824 |                                       | hranice okresů Pelhřimov / Jindřichův Hradec |

### Okres Jindřichův Hradec – Jihočeský Kraj
- celková délka 36,911 km - mostů: 14 - železničních přejezdů: 1

Na hranicích okresu Pelhřimov silnice II/128 přechází do Jihočeského Kraje. Následuje průtah obcemi Světce, Deštná a Lodhéřov. V Jindřichově hradci silnice zaúsťuje do I/23, která spojuje Jindřichův Hradec a dálnici D3.

Silnice vyúsťuje v Jindřichově Hradci ze silnice I/34 (E551), a pokračuje dále přes Horní Pěnu, Číměř, Novou Bystřici, až ke státní hranici s Rakouskem.

Poté vyúsťuje z I/19 u Dvořiště a pokračuje dále přes Věžnou, Černovice, Dobešov, Vlkosovice a Mnich na hranice Jihočeského Kraje.

| Místo             | km     | Cíl                                       | Poznámka                                     |
| ----------------- | ------ | ----------------------------------------- | -------------------------------------------- |
|                   | 39,824 |                                           | hranice okresů Jindřichův Hradec / Pelhřimov |
|                   | 41,687 | III/12825 Rosička                         |                                              |
| Světce            | 42,534 | III/12826 Horní Radouň                    |                                              |
| Deštná            | 44,018 | III/13535 Lipovka III/12836 Červená Lhota |                                              |
|                   | 49,094 | III/12840 Najdek                          |                                              |
| Lodheřov          | 54,345 | III/12841 Studnice                        |                                              |
| Jindřichův Hradec | 57,910 | III/12833a Radouňka                       |                                              |
| Jindřichův Hradec | 58,310 | ul. 9. května                             | zaústění                                     |
| Jindřichův Hradec | 58,310 | ul. Vídeňská                              | vyústění                                     |
|                   | 61,795 | III/12847 Hrutkov                         |                                              |
| Horní Pěna        | 62,808 | III/12848 Dolní Pěna                      |                                              |
| Horní Pěna        | 63,065 | III/12849 Kačlehy                         |                                              |
|                   | 66,308 | III/1492 Bílá                             |                                              |
|                   | 67,853 | Bílá                                      |                                              |
| Číměř             | 68,699 | III/12850 Sedlo III/12853 Kunějov         |                                              |
| Číměř             | 68,849 | III/12854 Dobrá Voda                      |                                              |
|                   | 70,700 | III/1491 Lhota                            |                                              |
|                   | 71,234 | III/12855 Potočná III/12860 Hradiště      |                                              |
| Nová Bystřice     | 73,665 | Albeř III/12858 Smrčná                    |                                              |
| Nová Bystřice     | 74,585 | III/12863 Artolec                         |                                              |
|                   | 76,735 | státní hranice                            | hraniční přechod ČR/Rakousko                 |

## Vodstvo na trase
U Čáslavska vede přes Martinický potok, u odbočky silnice na Bratřice přes Trnavu, u Eše přes Kejtovský potok, v Deštné přes Dírenský potok,